# Мерже
Мерже́ (фр. Mergey) — коммуна во Франции, находится в регионе Шампань — Арденны. Департамент — Об. Входит в состав кантона Труа-2. Округ коммуны — Труа.
Код INSEE коммуны — 10403.
Коммуна расположена приблизительно в 135 км к юго-востоку от Парижа, в 70 км юго-западнее Шалон-ан-Шампани, в 12 км к северо-западу от Труа.

## Население
Население коммуны на 2008 год составляло 668 человек.
| 1962 | 1968 | 1975 | 1982 | 1990 | 1999 | 2008 |
| ---- | ---- | ---- | ---- | ---- | ---- | ---- |
| 354  | 371  | 350  | 418  | 594  | 605  | 668  |

## Экономика
В 2007 году среди 462 человек в трудоспособном возрасте (15—64 лет) 360 были экономически активными, 102 — неактивными (показатель активности — 77,9 %, в 1999 году было 77,4 %). Из 360 активных работали 335 человек (178 мужчин и 157 женщин), безработных было 25 (11 мужчин и 14 женщин). Среди 102 неактивных 42 человека были учениками или студентами, 43 — пенсионерами, 17 были неактивными по другим причинам.

## Достопримечательности
- Церковь XIII века. Памятник истории с 1951 года[3]

## Фотогалерея
- Общественная прачечная
- Карта коммуны